# جامعة أوديسا البيئية الحكومية
جامعة أوديسا البيئية الحكومية مؤسسة تعليم عالي أوكرانية، (بالأوكرانية: Одеський державний екологічний університет) هي جامعة تقع في أوديسا أوبلاست، أوكرانيا. تأسست هذه الجامعة في سنة 1932